# Huichapan
Huichapan is een stad en één der 84 gemeenten van de staat Hidalgo, in Mexico. De gemeente is 668,1 km² groot en telde in 2005 39.734 inwoners.
De naam Huichapan is vermoedelijk een samenstelling van twee woorden uit het Nahuatl: huexotl, "wilg" en pan, "rivier". Het betekent dus letterlijk "rivier van de wilgen".
Pedro Anaya, afkomstig uit Huichapan, was in 1847-1848 enkele maanden president van Mexico tijdens de Mexicaans-Amerikaanse Oorlog.

## Geografie
De gemeente Huichapan grenst in het noorden aan Tecozautla, in het zuiden aan Chapantongo en Nopala de Villagrán, in het oosten aan Tecozautla, Chapantongo en Alfajayucan en in het westen aan de staat Querétaro de Arteaga. Huichapa ligt in het westen van Hidalgo en ongeveer 200 kilometer van Mexico-Stad. Toen de staat Hidalgo in 1869 werd gesticht en in 15 districten opgedeeld, werd Huichapan hiervan het hoofddistrict.

## Plaatsen in de gemeente
De belangrijkste plaatsen (naar inwonertal in 2000) in de gemeente zijn:
- Huichapan (7624 inw)
- Tlaxcalilla (2932 inw)
- San Jose Atlan (2830 inw)
- Llano Largo (2000 inw)
- La Sabinita (1809 inw)
- Mamithi (1620 inw)
- Bondojito (1297 inw)
- Zothe (1280 inw)
- Dantzibojay (962 inw)